# PostPet
PostPet（ポストペット）は、ソニーコミュニケーションネットワーク株式会社（So-net）が販売していた電子メールクライアント、およびそのキャラクターが登場する作品の総称。略称は「ポスペ」。

## 概要
単なる電子メールの送受信機能に留まらず、ソフトに内蔵されたペットによるメール配達、ペットの育成、コミュニケーションなどが可能で、愛玩メールソフトとも呼ばれた。
「- V3」まで及び「Webメール de - 」は電子メールクライアントだが、「- 4you」はソーシャルメッセージングクライアントとして開発。「- Now」はTwitterクライアント、「PostPetVR」はスマートフォンアプリとして開発されていた。その他にゲームとして、携帯電話アプリ「ポストペットパラダイス」（サービス終了）や、ニンテンドーDSソフト「PostPetDS 夢見るモモと不思議のペン」がある。
モモ・コモモはSo-netやソニー銀行のマスコットキャラクターとしても活動しており、So-netの随所でモモが登場するほか、ソニー銀行ではPostPetのデザインが施された口座管理サービス「MONEYKit-PostPet」や、キャッシュカードもある。

## 歴史
- 1997年（平成9年）

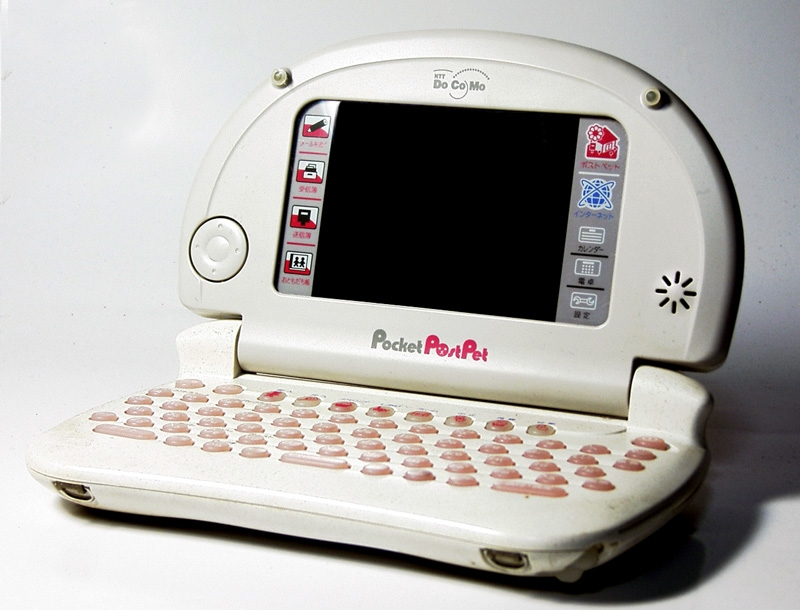
携帯電話向けメール専用端末 PocketPostPet（販売：NTTドコモ、製造：カシオ計算機、2000年）

  - 1月 - PostPet for Macintosh β版公開
  - 5月 - PostPet Park開設（2008年8月31日閉鎖）
  - 6月 - PostPet for Macintosh Version 1.0公開
  - 7月 - PostPet for Windows β版公開
  - 9月 - PostPet for Windows Version 1.0公開
  - 11月 - PostPet DX（PostPet Version 1.1）発売 - パッケージ版が発売された最初のバージョン。
  - 11月26日 - マルチメディアグランプリ '97で通産大臣賞を受賞[2]。モモ妹が登場。
- 1997年（平成9年）
  - PostPet Version 1.0
- 1998年（平成10年）
  - 1月22日 - PostPet開発者の八谷和彦らにより、株式会社ペットワークスが設立され、開発元が同社に移行。
  - 12月 - PostPet 2001発売 - 最初のメジャーバージョンアップ版。
- 1999年（平成11年）
  - 7月 - PostPet for Windows CE発売[3]
  - 9月 - PostPet for Windows ver.2.0jp ViaVoice対応版発売[4]
- 2000年（平成12年）
  - 4月12日 - ポストペット専用端末機PocketPostPet発売（NTTドコモ）[5]
  - 9月 - 子供向け電子メールソフトPostPet kids発売
- 2002年（平成14年）12月 - PostPet V3（OpenGL版、Macintosh版）発売 - 2001に続くメジャーバージョンアップ版。フルポリゴン化された。
- 2003年（平成13年）
  - 3月 - PostPet V3（Windows / Macintosh ハイブリッド版）発売
  - 5月 - 携帯メールアプリケータイポストペット（NTTドコモ・ボーダフォン向け）サービス開始
  - 6月 - PostPet V3＋サービス正式サービス開始
- 2004年（平成14年）2月 - ケータイポストペットDXサービス開始（NTTドコモFOMA900iシリーズ対応）
- 2005年（平成17年）10月 - ウェブメールサービスWebメール de PostPetサービス開始 - So-netのウェブメールサービス。2013年9月1日 午前2:00をもってサービス終了[6]。
- 2006年（平成18年） - PostPet Window β
- 2008年（平成20年） 
  - PostPet 4you - V3以来の新バージョン。従来のメールクライアントサービスからウェブブラウザとFlashを使用したソーシャルメッセージングサービスにリニューアルした。
  - 5月8日 - Windows向けオンラインゲーム「PostPet Type-M」を発表[7]。2008年冬にサービス開始予定だったが、開発中止。
  - 5月26日 - 携帯電話向けRPG風すごろくゲーム「ポストペットパラダイス」をリリース[8]。
  - 10月3日 - ブログをまとめた書籍「モモ妹のオトメな日々。」（モモ妹 著　メディアファクトリー　ISBN 978-4-8401-2442-3）発売。
- 2009年（平成21年）
  - So-net 台湾にてWebメールサービス「電郵寵物PostPet」を開始。
  - 12月24日 - ニンテンドーDSソフト『PostPetDS 夢見るモモと不思議のペン』発売（発売元:マーベラスエンターテイメント）。 PostPetのキャラクターをそだてる“ 育成スローライフコミュニケーション ”ゲーム。
- 2010年（平成22年）5月31日 - PostPet 4youのサービスを終了[9]。
- 2011年（平成23年） - PostPetV3をベースとしたTwitterクライアント・アプリケーションPostPetNowを開発開始。2010年夏のパブリックベータ版公開を目指していたが、採算が取れないと判断され、開発停止[10]。
- 2016年（平成28年）7月 - PostPetNowをベースとしたPostPetVRの開発資金をクラウドファンディングで募集。ただし、2020年時点では、出資者を対象にしたスマートフォンアプリ「PostPet VR Lite β版」の公開にとどまっているが[11][12]、Oculus Quest用として開発し、イベントなどにて体験してもらう構想があることをTwitterにて示唆している[13]。
- 2020年（令和2年）4月2日 - メッセージングアプリ「PostPet GO」を開発中であることをTwitterの公式アカウントにて発表した[14]。

## 開発の背景
開発者の八谷和彦が夢で見たという、「テディベアがメールを運ぶ」というアイデアが元になっている。また『ジョジョの奇妙な冒険 Part4 ダイヤモンドは砕けない』第四部に登場するスタンド・ハーヴェストから着想を得たとも述べている。
ペットは「切手の精霊」という概念で、大切な人とコミュニケーションをするために使うというコンセプトのもとで作られている。

## 評価
小川絵美子はポストペットについて、以下のように評している。

## キャラクター
- PostPet Version 1.0、PostPet DXに登場するペットは以下の4種類。
テディベアピンクのクマのぬいぐるみ。通称モモ。台湾名は毛毛。PostPetの象徴的キャラクターであり、So-netのイメージキャラクターとしてCMに出演することもある。その他ソニー生命等ソニーグループ企業にも使われている。
ミニウサギ通称ミッピ。台湾名は蜜小兔。
オカガメ通称スミコ。台湾名は小澄。
ネコ通称フロ。台湾名は芙蘿。
- PostPet 2001、PostPet for Windows CE、PostPet ViaVoice 対応版、PocketPostPet、PostPet kidsでは、上記に加え、以下の4種類のペットが登場。
ビッグマウスハムスター通称じんぱち。台湾名は金吉。
フクロペンギン通称ウシェ。台湾名は羽榭。
イヌ通称ジョン。台湾名は強強。
ひみつメカ通称シンゴ。
- PostPetV3では上記のうちひみつメカを除く7種類のペットに加え、以下の3種類のペットが登場した。
コモモ族通称コモモ。台湾名は可摩。いろいろな色がある。
ヤングポストマン通称竹千代。台湾名は竹千代。
ひみつロボひみつメカの変身した姿。通称シンゴR。台湾名は真吾R。
- Webメール de PostPetでは、10周年企画として、上記に加え、次のペットが登場した。
キグルミヒツジ通称モコ。台湾名は摩卡。
- この他、ペットではないが登場するキャラクターとして以下のものがある。
アンノウン紙袋をかぶったキャラクター。上位バージョンから自分の使っているポストペットにはないペットが訪問した場合、この姿で表示される。
ポストマンポストペットを使用していない相手とのやりとりに使われるキャラクター。
キングポストマンペットの行動を見守り、報告するキャラクター。
イソウロウ自分の家にしばらく住み着き、世話などをすることが出来るキャラクター。しばらくすると家から出ていく。PostPetV3から登場。

### 生モモファミリー
イベントなどに登場する着ぐるみ。1996年に登場。通称「生モモ」。生モモファミリーの中でも、「モモ妹」がPostPetのモモに相当する役割を担っており、CMやイベントなどで活躍している。生モモファミリーの見た目がほぼ同じで、違いはごくわずかであるため見分けづらくなっている。
モモ妹は生モモファミリーのメインキャラクターで、日本対がん協会・中華民國乳癌病友協會（台湾）のピンクリボン運動、東京都乳がん検診普及啓発事業 のイメージキャラクターを長らく担当している。
- モモ兄 - モモ族。生モモファミリーの長男。2000年7月5日に、CD「Make Me Happy」（規格品番：ESCB-2137）でCDデビュー。
- モモ弟 - モモ族。生モモファミリーの次男。ドイツにサッカー留学をしていた。現在は香港で料理人として修行中。
- モモ妹 - モモ族。生モモファミリーの長女。大学生でダンサー・マルチタレント志望であったが、2007年にインターンシップを経てポストペット新聞社に記者として就職。好物はメロンパン。So-netの広報活動も積極的に行っている。
- モモ末っ子 - モモ族。生モモファミリーの末っ子。性別不明。やんちゃな性格。2000年4月4日に初登場[26]。
- モモの花 - モモ族。モモ兄弟のおじにあたるが、性別は不明。生モモファミリーの芸能担当。元格闘家。
- MOMOMIX - モモ族。モモ妹の友達。本名、モモ美。写真家志望。So-net台湾のイメージキャラクターとして活動していた[27][28]。
- コモ太 - コモモ族。考古学者志望。
- モモ太 - モモ族。オーストラリアを自転車で横断することが夢。
- ショー・コモモ - コモモ族の男。本名不明。アクション俳優志望。
- コモモ - コモモ族。パティシエ志望のフリーター。

この他にも、モモりん（モモ族　ゼリア新薬専属の生モモ）、モコ・リョーシカ（キグルミヒツジ）などがいる。

### moamomo
PostPetのキャラクターを、20代女性向けにデザインし直したもの。電子メールクライアントのPostPetとは世界観がやや異なり、切手の精霊ではなく、利用者の日常生活の中に溶け込んで暮らす妖精のような存在として定義されている。2013年公開。これ以降、ウェブサイト・広告などでPostPetのイラストが使われる場合は、moamomoのデザインが使用されている。

### リアルモモ
So-netの宣伝用キャラクター。2020年7月21日に公開。モモを擬人化したキャラクターで、最上もがが演じている。24歳のOLで、ガジェット好きなオタク女子という設定。専用のTwitter、InstagramのアカウントおよびYouTubeチャンネルが公開されたほか、OKAMOTO'Sとのコラボレーションによるバンド・OKAMOMO'Sを結成し、OKAMOTO’S書き下ろしによる楽曲『アイアムモモ』を歌うウェブ動画も公開されている。

## 関連ソフト
- イタdeモモ - Window・Macintosh用ネットワーク対戦型ボードゲーム。 発売：ソニー・ミュージックディストリビューション　制作：株式会社ヴィアール・ワン
- PostPet TypeLand 打モモ - タイピング練習ソフト 発売：DigiCube
- PostPet TypeLand2 打モモも - タイピング練習ソフト 発売：DigiCube
- ケータイポストペット - iアプリ
- ケータイポストペットDX - iアプリ
- ケータイポストペットEX - iアプリ・S!アプリ
- ポストペットトラベラーズ - iアプリ・Javaアプリ
- ポストペットパラダイス - iアプリ・S!アプリ
- PostPetDS 夢見るモモと不思議のペン - ニンテンドーDSソフト

## その他
- 2000年（平成12年）7月15日にモモ兄が「モモ produce by ケン・イシイ」としてシングル『MAKE ME HAPPY』でCDデビュー。限定盤と通常盤の同時発売。限定盤はオリコンシングルチャート初登場78位を記録。
- PostPet V3では、V3繋がりで『仮面ライダーV3』とのコラボレーションが行われた[33]。
- 雑誌なかよしにて、2006年2月号から2008年2月号まで、かなしろにゃんこにより「ポストペットスクール」が連載された。
- 2008年（平成20年）は、ゲームポットとSo-netが提携を行った記念として、「スカッとゴルフ パンヤ」のイベントを実施している。

## 関連サービス
- MONEY Kit-PostPet[リンク切れ]（ソニー銀行）
- PostPet FunFactory
- Webメール de PostPet[リンク切れ]
- ケータイポストペットパーク[リンク切れ]

## 関連サイト
SNS
- PostPet - Pinterest
- ポストペット@モモ (@postpet_official) - Instagram
- moamomo - Tumblr moamomo
- MOMO Fans Club (MOMOFANSCLUBTW) - Facebook（台湾）（繁体字中国語）

生モモファミリー
- 生モモ兄のホームページ
- チェキラッ - MOMOMIXのウェブサイト
- momoimouto - YouTubeチャンネル
- モモ妹 - ウェイバックマシン（2020年8月4日アーカイブ分） - TikTok

リアルモモ
- リアルモモ (@realmomo_room) - X（旧Twitter）
- リアルモモ (@realmomo_room) - Instagram
- リアルモモのお部屋 - YouTubeチャンネル

So-netの広報
- モモ妹、PRESS腕章が入りません。 - モモ妹による広報用ウェブログ
- モモなび - モモ妹によるソニーグループのPR
- モモ妹 (@momoimouto) - X（旧Twitter） - モモ妹による広報アカウント（2020年7月29日更新終了）
- モモ妹 - YouTube
- PostPetプレス（公式） (@PostPetPress) - X（旧Twitter） - 広報アカウント（2020年1月 - ）
- So-net【公式副音声】 (@Sonet_fukuonsei) - X（旧Twitter） 10周年記念商品のPostPet Meets Artistsで、吉田戦車がデザインしたモモ・コモモを、マスコットキャラクターとして使用

企画
- みんなで作ろう♪PostPet10年史
- PostPetつれづれ企画日記 - Webメール de PostPetのブログ

多岐にわたるため、詳細はPostpPet公式サイトのリンク集のページを参照。